# Lina Kostenko
Lina Kostenko (en ucraniano: Ліна Василівна Костенко, nacida el 19 de marzo de 1930 en Rzhyshchiv, óblast de Kiev, en la República Socialista Soviética de Ucrania de la Unión Soviética), es una poeta y escritora que recibió el Premio Shevchenko (1987). 
Kostenko es una de las principales representantes de un grupo de poetas ucranianos de los años 1960 conocidos como los Sixtiers. El grupo empezó a publicar en la década de 1950 y alcanzó su punto más fuerte a comienzos de la década siguiente. Fue durante los años 1950 cuándo Kostenko publicó sus primeros poemas en periódicos ucranianos de importancia.

## Vida

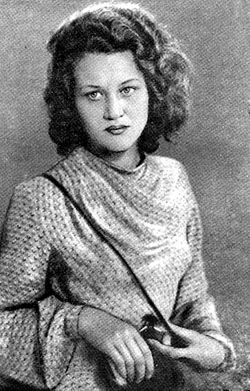
Lina Kostenko, 1948.

Kostenko nació en una familia de profesores. En 1936, se trasladó de Rzhyshchiv a Kiev, donde finalizó su educación secundaria.
Lina se graduó con distinción del Instituto de Literatura Maksim Gorki, en Moscú, en 1956. Tras su grado, publicó tres colecciones de poesía en 1957, 1958 y 1961. Sus libros se volvieron muy populares entre sus lectores ucranianos, pero también la forzaron a dejar de publicar dada su indisposición a someterse a las autoridades soviéticas.
Su colección principal fue publicada en 1977 (16 años más tarde). Le siguieron más colecciones y un libro de niños, además de novelas históricas en verso y, más recientemente, un poema histórico de longitud de un libro llamado "Berestechko".
En 1999 se convirtió en profesora honorífica de la Universidad Nacional de Kiev – Academia Mohyla.

## Premios
- Premio Antonovych (1989)

## Selección de obras
[no traducida]
- Rayos de la Tierra (1957)
- Velas (1958)
- Vagando del Corazón (1961)
- En la Orilla del Río Eterno (1977)
- Originalidad (1980)
- Marusia Churai (1979)
- Trabajos seleccionados (1989)
- Apuntes de un loco ucraniano (2010)